# Arvo Valton
Arvo Valton (właśc. Arvo Vallikivi, ur. 14 grudnia 1935 w Märjamaa, zm. 26 lipca 2024) – estoński pisarz, poeta, scenarzysta i krytyk literacki.
Arvo Valton był synem przedsiębiorcy w północno-zachodniej Estonii. W latach 1943–1949 uczęszczał do szkoły podstawowej w Märjamaa (prowincja Rapla). Zesłany wraz z rodziną na Syberię, do obwodu nowosybirskiego, skąd do rodzinnej Estonii mógł wrócić dopiero w 1954 r. W latach 1954–1959 studiował na politechnice w Tallinnie, na wydziale chemii i górnictwa. Uczelnię ukończył z tytułem inżyniera górnictwa. Później przez dwa lata (1959-1961) pracował w kombinacie chemicznym w Maardu (północna Estonia), a następnie do 1968 r. w wytwórni urządzeń pomiarowych w Tallinnie. 
W latach 60. w Moskwie zaocznie ukończył kurs scenopisania. W 1965 r. wstąpił do Związku Pisarzy Estońskich, a w latach 1989-1992 pełnił w nim funkcję przewodniczącego. Między 1968 a 1975 r. utrzymywał się z pisania. Następnie zatrudniony był w państwowym przedsiębiorstwie filmowym Tallinnfilm. W 1992 r., krótko po odzyskaniu przez Estonię niepodległości, został posłem do parlamentu estońskiego (Riigikogu). W 1995 r. wycofał się z polityki.

## Twórczość
Arvo Valton jest autorem licznych opowiadań, nowel i powieści. Zajmował się również krytyką literacką, pisał wiersze, aforyzmy, reportaże z podróży oraz sztuki teatralne. Zadebiutował w 1960 r. na łamach prasy. Jest autorem m.in. scenariusza do jednego z najbardziej popularnych w Estonii filmów, pt. Viimne reliikvia (1969). Napisał również libretto do opery Lend Eino Tamberga, która została wystawiona po raz pierwszy w Tallinnie w 1980 r. Część jego twórczości, która w krytyczny sposób odnosi się do rzeczywistości radzieckiej lub pisana była pod wpływem niechętnie widzianego w ZSRR egzystencjalizmu, nie mogła się ukazać drukiem ze względu na ingerencję cenzury. W latach 80. podnosił kwestie zniszczeń, wyrządzanych przez przemysł ciężki środowisku naturalnemu; angażował się w działania na rzecz niepodległości państwa estońskiego, wspierał również inicjatywy podejmujące kwestię praw ludów i narodów ugrofińskich w ZSRR.
Dwukrotnie został wyróżniony nagrodą im. Friedeberta Tuglasa: w 1973 r. za opowiadanie Ohtlik leiutis oraz w 1979 r. za opowiadanie Mustamäe armastus, opublikowane w tomie opowiadań pod tym samym tytułem.
W przekładzie na język polski ukazał się tom opowiadań Valtona, zatytułowany Spiritual w wyborze (z różnych tomów) i opracowaniu Aarne Puu oraz w przekładzie Aarne Puu i Walerii Pawłowicz, Kraków 1988. Prócz tego tłumaczenie dziesięciu opowiadań Valtona (w tym wyróżniona nagrodą im. Frideberta Tuglasa Miłość w Mustamäe), znalazło się w tomie Kochanka diabła. Opowiadania estońskie, opracowanym i przełożonym przez Aarne Puu, Warszawa 1984. Opowiadanie Beczka ukazało się na łamach czasopisma Literatura radziecka, nr 1/1989 w przekładzie E. Hessen.

## Dzieła
- 1963 - Veider soov (opowiadania)
- 1965 - Rataste vahel (opowiadania)
- 1968 - Kaheksa jaapanlannat
- 1972 - Sõnumitooja (opowiadania)
- 1972 - Õukondlik mäng (opowiadania)
- 1974 - Pööriöö külaskäik (opowiadania)
- 1975 - Läbi unemaastike (opowiadania)
- 1977 - Uksed kriuksuvad öösiti (aforyzmy)
- 1978 - Tee lõpmatuse teise otsa (powieść)
- 1978 - Mustamäe armastus (opowiadania)
- 1978 - Õndsusse kulgev päev (opowiadanie)
- 1980 - Märklaud kilbiks (aforyzmy)
- 1981 - Ajaprintsess (książka dla dzieci)
- 1981 - Võõras linnas (opowiadania)
- 1982 - Loomise iga (powieść)
- 1983 - Põhjanaela paine (powieść)
- 1984 - Arvid Silberi maailmareis (powieść surrealistyczna)
- 1983-1985 - Üksildased ajas (opowiadania w dwóch tomach)
- 1989 - Masendus ja lootus (powieść)
- 1998 - Kogutud teosed (utwory zebrane)